# 保罗·安斯帕克
保罗·欧仁·阿尔贝·安斯帕克（法語：Paul Eugène Albert Anspach，1882年4月1日—1981年8月28日），出生于兹韦恩德雷赫特，比利时男子击剑运动员。他曾参加四届夏季奥运会（1908年、1912年、1920年和1924年）击剑比赛，共获得2枚金牌、2枚银牌和1枚铜牌。